# HV Stuttgarter Kickers
Der HV Stuttgarter Kickers war ein Handballverein aus Stuttgart. Der Verein war 2005 nach Ausgliederung der Handballabteilung der Stuttgarter Kickers als eigenständiger Verein gegründet worden. Präsident und Hauptsponsor des Vereins war der Stuttgarter Immobilien-Unternehmer Jürgen Hollenbach.
Mitte Juli 2012 wurde der Spielbetrieb des Vereins wegen Insolvenz komplett eingestellt, zu diesem Zeitpunkt spielten die Kickers in der Südstaffel der 3. Liga. Anschließend wurden die Mannschaften wieder dem ursprünglichen Stammverein angegliedert.

## Erfolge
In der Saison 2004/05 war die erste Herrenmannschaft des HV erstmals aus der fünftklassigen Württembergliga in die Baden-Württemberg Oberliga (BWOL) aufgestiegen, wo dem Verein in der ersten Spielzeit mit dem achten Platz in der Abschlusstabelle ein Achtungserfolg gelungen war. Nach dem Abstieg in der Folgesaison 2006/07 gelang der direkte Wiederaufstieg in der Saison 2007/08. Am Ende der Saison 2010/11 konnte die Mannschaft Meister der BWOL werden, womit die direkte Qualifikation zur Teilnahme am Spielbetrieb der 3. Liga verbunden war.

## Finanzielle Probleme und Insolvenz
Noch im Februar 2012 dementierte der langjährige Präsident Jürgen Hollenbach Gerüchte über finanzielle Probleme, die im Zusammenhang mit dem Rückzug der Kickers aus der Spielstätte Scharrena aufgekommen waren. Grund für den Wechsel der Spielstätte sei der geringe Zuschauerzuspruch. bis Ende Juni 2012 waren die Verbindlichkeiten durch die Hallenmiete gegenüber der Stadt Stuttgart auf rund 35.000 Euro angewachsen, die nicht beglichen werden konnten. Mitte Juli wurde schließlich bekannt, dass der Spielbetrieb der Drittligamannschaft eingestellt werde. Zudem wurde beim Handballverband Württemberg ein Antrag auf Spielklassenübertragung der übrigen Mannschaften zurück auf den früheren Hauptverein SV Stuttgarter Kickers gestellt.

## Rückkehr zum Stammverein Stuttgarter Kickers
Nach Bekanntwerden der Insolvenz sprang mit Zustimmung des Württembergischen Handball-Verbands der ursprüngliche Stammverein Stuttgarter Kickers ein, um die Mitglieder in seiner Handballabteilung aufzufangen. Die Spielberechtigungen der Mannschaften außer der ersten Herrenmannschaft wurden so weit wie möglich übertragen.
Die erste Damenmannschaft spielte anschließend in der Nordstaffel der Oberliga Württemberg, die Herrenmannschaft in der Bezirksliga Rems-Stuttgart. (Stand 3/2014)